# Starověká Élida
Starověká Élida (řecky Αρχαία Ήλιδα) je vesnice a komunita s 306 obyvateli v regionální jednotce Élida v kraji Západní Řecko. Je součástí obecní jednotky Amaliada a obce Élida a nachází se ve vzdálenosti 14 km severovýchodně od města Amalias v údolí Pinia. Stojí na ruinách stejnojmenného starověkého města. Je zde muzeum s archeologickými nálezy z místních vykopávek. Také zde bylo odkryto jedno z nejlépe zachovaných antických divadel.

## Historie
Starověké město bylo centrem stejnojmenného historického území na západě Peloponésu. Osudy města byly ve starověku od 6. století př. n. l. spjaty se svatyní ve starověké Olympii. Tato všeřecká svatyně dávala městu značnou politickou moc, a proto se Élidští snažili svůj nárok na svatyni všemožně upevnit. Velké množství prostředků proto směřovalo právě do Olympie. Rozhodčí při Olympiádě – hellanodikové – byli voleni z občanů Élidy a sousední starověké Pisy. Kolem roku 400 př. n. l. byl místní sofista Hippiás z Elidy pověřen sepsáním kroniky svatyně. V souladu s politickým pozadím zadání a podle písemných záznamů určil jako počátek konání Olympijských her rok 776 př. n. l..
Narodili se zde architekt Libón, filosofové Pyrrhón a Faidón a vítězové starověkých olympijských her boxeři Satyros, Asamón a Brimias, běžci Koroibos, Aischinés, Aristeidés a Antimachos a zápasník Anauchidas. Všichni mají za jménem přívlastek "z Élidy".